# Ołeksijiwka (hromada Ołeksijiwka)
Ołeksijiwka (ukr. Олексіївка) – wieś na Ukrainie, w obwodzie charkowskim, w rejonie łozowskim, siedziba hromady. W 2001 liczyła 1820 mieszkańców, spośród których 249 wskazało jako ojczysty język ukraiński, 1562 rosyjski, 1 białoruski, a 8 inny.